# 费希爾 (阿肯色州)
费希爾（英語：Fisher）是一個位於美國阿肯色州波因塞特縣的城市。

## 地理
费希爾的座標為35°29′30″N 90°58′20″W / 35.49167°N 90.97222°W，而該地的平均海拔高度為71米（即233英尺）。

## 人口
根據2020年美國人口普查的數據，费希爾的面積為0.77平方千米，皆為陸地。當地共有人口180人，而人口密度為每平方千米230人。